# Chrysophryno andinensis
Chrysophryno andinensis là một loài ruồi trong họ Tachinidae.